# Ntaba
Ntaba est un ancien quartier populaire de Yaoundé, capitale du Cameroun. Il a été détruit en juillet 2008 par la Communauté urbaine de Yaoundé, à l'issue d'une opération de déguerpissement. Environ 5 000 personnes y ont perdu leur habitation.
Depuis la démolition de ce quartier, grand nombre d'habitants y ont dressé des tentes et y passent la nuit. Ceci à cause de la misère générale de ces populations. Ces populations vivaient dans ce bidonville, depuis plus de quarante ans pour certaines, parce qu'elles étaient très pauvres.
Cette démolition a suscité une plainte de l'ONU en novembre 2008.

## Liens
- Gabriel Mballa Bounoung : « Ntaba est mon domaine privé » (interview), camerounmonpays.over-blog.com, 12 juillet 2008.
- Perspectives pour Ntaba (vidéos et photos de la démolition)
- Cameroun : les déguerpis de Ntaba en colère, Dorothée Ndoumbé, Afrik.com, 12 août 2008.